# Biltmore Mad Hatters de Guelph
Les Biltmore Mad Hatters de Guelph sont une équipe junior de hockey sur glace de l'Association de Hockey de l'Ontario. Ils évoluent entre 1940 et 1960 dans la ville de Guelph en Ontario au Canada.

## Saison par Saison
| Saison  | PJ                           | V                            | D                            | N                            | Pts                          | %V                           | BP                           | BC                           | Classement                   |                              |
| ------- | ---------------------------- | ---------------------------- | ---------------------------- | ---------------------------- | ---------------------------- | ---------------------------- | ---------------------------- | ---------------------------- | ---------------------------- | ---------------------------- |
| 1936-37 | Statistiques non disponibles | Statistiques non disponibles | Statistiques non disponibles | Statistiques non disponibles | Statistiques non disponibles | Statistiques non disponibles | Statistiques non disponibles | Statistiques non disponibles | Statistiques non disponibles | Statistiques non disponibles |
| 1937-38 | Statistiques non disponibles | Statistiques non disponibles | Statistiques non disponibles | Statistiques non disponibles | Statistiques non disponibles | Statistiques non disponibles | Statistiques non disponibles | Statistiques non disponibles | Statistiques non disponibles | Statistiques non disponibles |
| 1938-39 | 14                           | 7                            | 5                            | 2                            | 15                           | 53,6 %                       | 30                           | 38                           | 2e groupe 1                  |                              |
| 1939-40 | 20                           | 10                           | 8                            | 2                            | 22                           | 55,0 %                       | 88                           | 61                           | 4e AHO                       |                              |
| 1940-41 | 16                           | 11                           | 5                            | 0                            | 22                           | 68,8 %                       | 85                           | 75                           | 2e AHO                       |                              |
| 1941-42 | 24                           | 13                           | 11                           | 0                            | 26                           | 54,2 %                       | 100                          | 115                          | 3e AHO                       |                              |
|         |                              |                              |                              |                              |                              |                              |                              |                              |                              |                              |
| 1947-48 | 36                           | 12                           | 23                           | 1                            | 25                           | 34,7 %                       | 144                          | 168                          | 8e AHO                       |                              |
| 1948-49 | 48                           | 20                           | 26                           | 2                            | 42                           | 43,8 %                       | 169                          | 221                          | 7e AHO                       |                              |
| 1949-50 | 48                           | 26                           | 18                           | 4                            | 56                           | 58,3 %                       | 189                          | 157                          | 4e AHO                       |                              |
| 1950-51 | 54                           | 31                           | 16                           | 7                            | 69                           | 63,9 %                       | 256                          | 194                          | 3e AHO                       |                              |
| 1951-52 | 54                           | 37                           | 13                           | 4                            | 78                           | 72,2 %                       | 341                          | 197                          | 2e AHO                       |                              |
| 1952-53 | 56                           | 22                           | 32                           | 2                            | 46                           | 41,1 %                       | 212                          | 244                          | 7e AHO                       |                              |
| 1953-54 | 59                           | 26                           | 31                           | 2                            | 54                           | 45,8 %                       | 248                          | 268                          | 6e AHO                       |                              |
| 1954-55 | 49                           | 32                           | 15                           | 2                            | 66                           | 67,3 %                       | 211                          | 158                          | 2e AHO                       |                              |
| 1955-56 | 48                           | 25                           | 20                           | 3                            | 53                           | 55,2 %                       | 262                          | 195                          | 3e AHO                       |                              |
| 1956-57 | 52                           | 37                           | 12                           | 3                            | 77                           | 74,0 %                       | 237                          | 143                          | 1e AHO                       |                              |
| 1957-58 | 52                           | 13                           | 34                           | 5                            | 31                           | 29,8 %                       | 137                          | 223                          | 7e AHO                       |                              |
| 1958-59 | 54                           | 23                           | 18                           | 13                           | 59                           | 54,6 %                       | 220                          | 226                          | 3e AHO                       |                              |
| 1959-60 | 48                           | 19                           | 21                           | 8                            | 46                           | 47,9 %                       | 197                          | 185                          | 6e AHO                       |                              |

## Crédit d'auteurs
- (en) Cet article est partiellement ou en totalité issu de l’article de Wikipédia en anglais intitulé « Guelph Biltmore Mad Hatters » (voir la liste des auteurs).